# Nico Messinger
Nico Messinger (* 11. Dezember 1994 in Freiburg im Breisgau) ist ein deutscher sehbehinderter Biathlet und Skilangläufer. 

## Leben
Er leidet an einer Augenkrankheit (Lebersche Kongenitale Amaurose) und ist deshalb in die Startklasse B 2 eingestuft. Durch ein Projekt an seiner Sehbehindertenschule hatte er 2006 die erste Begegnung mit Skilanglauf und Biathlon. Aktiv betreibt er den Sport seit 2010. Seit rund drei Jahren ist Robin Wunderle sein Begleitläufer. Von Beruf ist Nico Messinger Automobilkaufmann.

## Karriere
Seit 2015 tritt er bei den Nordischen Skiweltmeisterschaften der Behinderten an und war sowohl 2018 bei den Paralympics in PyeongChang als auch 2022 in Peking dabei. Der 27-jährige startet im Skilanglauf und Biathlon. Durch seine Sehbehinderung ist er auf seinen Begleitläufer Robin Wunderle angewiesen. Seine bisher größten Erfolge feierte er bei den Weltmeisterschaften 2023 im schwedischen Östersund. Er gewann Gold in der offenen Staffel, Silber im Langlauf-Sprint und im Biathlon über 10 km sowie Bronze im Biathlon 7,5 km. Im Para-Biathlon Gesamtweltcup 2022/23 erreichte Nico Messinger den zweiten Platz.